# Anis Don Demina
Anis Don Dhahir, más conocido como Anis Don Demina, (Sundsvall, Suecia; 25 de abril de 1993)es un DJ, cantante y músico sueco. Su padre iraquí, un mecánico de automóviles, huyó de la Guerra del Golfo a Rusia, donde conoció a la madre bielorrusa de Anis, una pianista e historiadora de la música. La pareja se fue de luna de miel a Suecia y decidió quedarse en Sundsvall, donde nació Anis. Cuando tenía un año, se mudaron a Jordbro, Estocolmo, donde creció con sus padres y sus hermanos mayores.

## Carrera

### Contrato de grabación
Anis ha actuado en clubes como Movida en Dubái y Cirque Le Soir en Londres. En 2017, firmó un contrato discográfico con Warner Music y lanzó su primer sencillo, "On My Mind", que recibió 1,5 millones de reproducciones en su primer mes. En el verano de 2017, Demina se volvió viral en YouTube después de subir un video criticando al YouTuber y músico sueco Joakim Lundell.

### Melodifestivalen
Anis Don Demina participó en el Melodifestivalen 2018, donde tocó el saxofón durante la interpretación de Samir & Viktor de su canción "Shuffla", que terminó en cuarta posición en la final.  Actuó también en el festival Peace & Love en 2018. En mayo de 2018, su canción "Wasted" (en colaboración con Mad Kings) entró en la lista de sencillos de Sverigetopplistan en el número 33. También apareció en "Put Your Hands Up för Sverige", un sencillo de Samir & Viktor en apoyo del equipo nacional de fútbol sueco para la Copa Mundial de la FIFA 2018. 
Un año después, participó en el Melodifestivalen 2019, con la canción "Mina bränder" junto con la cantante Zeana. El 4 de febrero de 2019, la canción entró en el número 23 en la lista de Spotify Top 200 en Suecia.
Participó nuevamente en la competición en Melodifestivalen 2020 con la canción "Vem e som oss", esta vez como solista. Demina compitió en la final, que se celebró el 7 de marzo de 2020. Alcanzó el quinto lugar en la final, anotando 82 puntos.

## Discografía

### Extended Plays
| Título | Año  | Mejores posiciones en las listas de éxitos |
| Título | Año  | SUE                                        |
| ------ | ---- | ------------------------------------------ |
| Anis   | 2019 | 31                                         |

### Sencillos
Como artista principal
| Título                                   | Año  | Mejores posiciones en las listas de éxitos | Certificaciones | Álbum   |
| Título                                   | Año  | SUE                                        | Certificaciones | Álbum   |
| ---------------------------------------- | ---- | ------------------------------------------ | --------------- | ------- |
| "On My Mind"                             | 2017 | 66                                         |                 | -       |
| "Wasted" (con Mad Kings)                 | 2018 | 33                                         |                 | -       |
| "Sucker for Love"                        | 2018 | 47                                         |                 | -       |
| "Utanför" (con Sami y Elias Abbas)       | 2019 | 43                                         |                 | Anis EP |
| "För stora för den här stan" (con Mapei) | 2019 | 39                                         |                 | Anis EP |
| "Bryr mig inte" (con Mapei)              | 2019 | —                                          |                 | Anis EP |
| "Postcard" (con Eric Saade)              | 2019 | 35                                         |                 | -       |
| "Vem e som oss"                          | 2020 | 3                                          |                 | -       |

Como colaborador
| Título                                                               | Año  | Mejores posiciones en las listas de éxitos | Álbum |
| Título                                                               | Año  | SUE                                        | Álbum |
| -------------------------------------------------------------------- | ---- | ------------------------------------------ | ----- |
| "Put Your Hands Up För Sverige" (Samir & Viktor con Anis Don Demina) | 2018 | 4                                          | -     |
| "Mina bränder" (Zeana con Anis Don Demina)                           | 2019 | 25                                         | -     |